# Werner von Moltke
Werner Konrad Graf von Moltke (* 24. Mai 1936 in Mühlhausen/Thüringen; † 29. Juli 2019 in Nieder-Olm, Rheinland-Pfalz) war ein deutscher Leichtathlet und Sportfunktionär. Er war von 1997 bis 2012 Präsident des Deutschen Volleyball-Verbands (DVV) und von 1989 bis 1997 Vizepräsident des Deutschen Leichtathletik-Verbandes (DLV).

## Leben

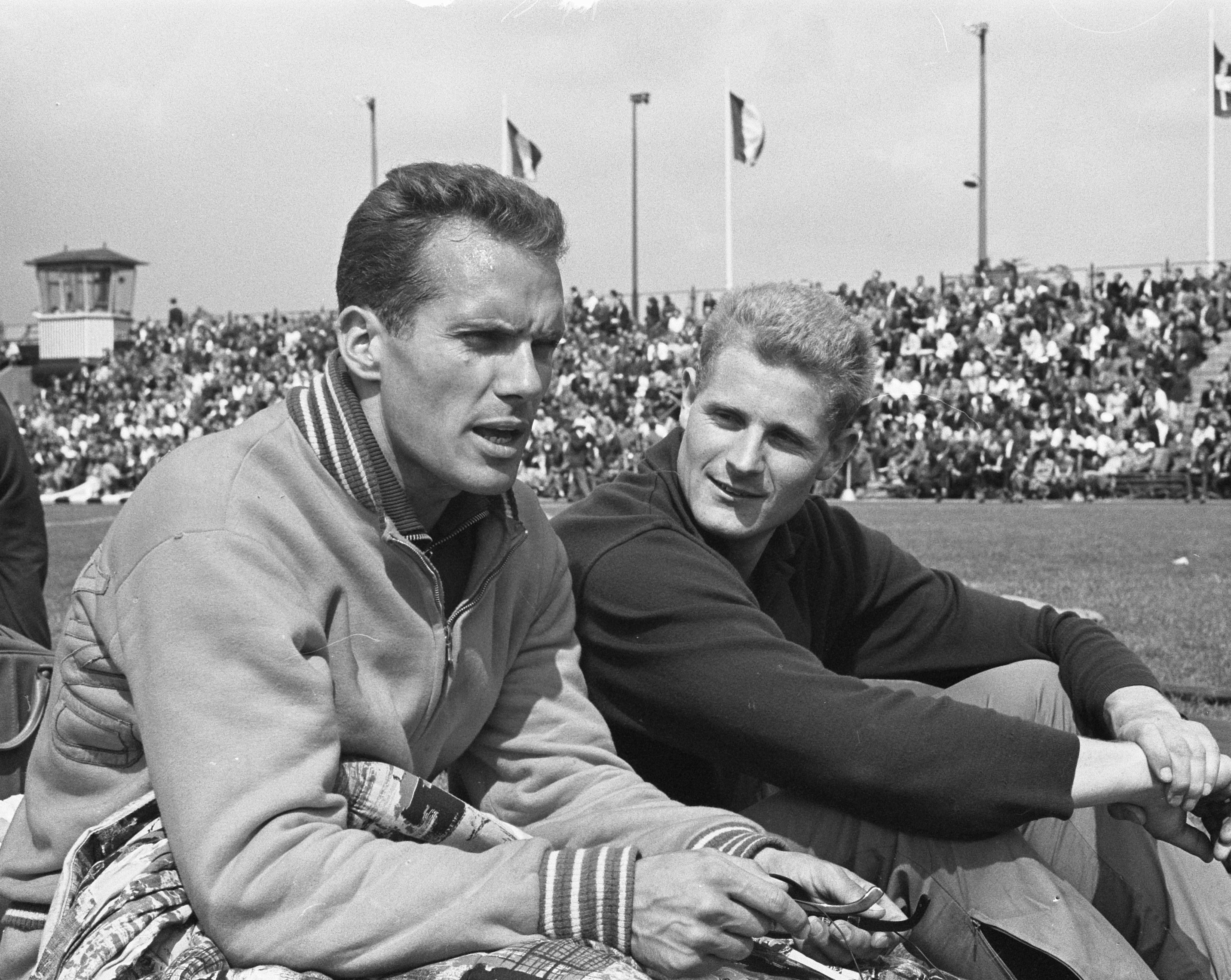
Eef Kamerbeek (links) und Werner von Moltke, 1963

Werner von Moltke stammte aus dem dänischen Zweig des mecklenburgischen Adelsgeschlecht Moltke. Sein Vater starb 1939 im Zweiten Weltkrieg. Die Mutter zog mit Werner und den älteren Schwestern daraufhin zur Großmutter nach Pommern. Nach Krieg und Flucht ließ sich die Familie in Berlin nieder. Als Schüler eines Internats in Spandau war er ein guter Handballspieler und trainierte dann eifrig Tennis. 1952 wurde er Dritter bei den Berliner Schülermeisterschaften im Tennis. 1953 wurde er bei den Bundesjugendspielen für die Leichtathletik entdeckt, wo er, für den Berliner SV 1892 und danach für den ASV Berlin startend, erste Erfolge im Stabhochsprung bei Deutschen Jugendmeisterschaften erzielte. Als vielseitiger Leichtathlet war er auch als Hürdensprinter sowie im Diskus- und sogar im Hammerwurf erfolgreich. 1954 verbesserte er den Deutschen Jugendrekord im Stabhochsprung auf 3,74 m. Im selben Jahr meldete er sich zum Bundesgrenzschutz, was seine sportliche Laufbahn zunächst unterbrach, sportlich betätigte er sich als Fußballspieler. 1956 wechselte er zur Bundeswehr über. Ab 1957 startete er erneut in der Leichtathletik für den TSV Ellwangen und errang Platz 1 bei den Deutschen Juniorenmeisterschaften im Zehnkampf, 1958 wurde er Deutscher Zehnkampfmeister, durfte aber nicht an den Europameisterschaften teilnehmen, da die damalige gesamtdeutsche Mannschaft eine Vorentscheidung in Leipzig zu absolvieren hatte, wohin ihm als Angehörigem der Bundeswehr die Reise nicht erlaubt war. Später startete er für die Stuttgarter Kickers und den Universitätssportclub Mainz. Er hatte bei einer Größe von 1,90 m ein Wettkampfgewicht von 90 kg. 1958, 1966 und 1968 wurde er Deutscher Meister im Zehnkampf. Für Olympia 1960 hatte er sich in den gesamtdeutschen Ausscheidungswettkämpfen zwar qualifiziert, jedoch wurde ihm aus nicht nachvollziehbaren Gründen der DDR-Zehnkämpfer Klaus Grogorenz vorgezogen. Bei den Europameisterschaften 1962 in Belgrad gewann er die Silbermedaille – um nur vier Punkte geschlagen vom damaligen Weltrekordler, dem Russen Wassili Kusnezow – und bei den Europameisterschaften 1966 in Budapest den Titel im Zehnkampf. Bei seinen ersten Olympischen Spielen 1968 in Mexiko-Stadt schied er schon nach dem zweiten Wettbewerb, dem Weitsprung, aus. Seine persönliche Bestleistung erreichte von Moltke im Dezember 1966 mit 7849 Punkten.
Von Moltke absolvierte ein Studium zum Diplom-Sportlehrer an der Universität Mainz. Er verantwortete von 1966 bis 1991 die Sportpolitik des Sportartikelherstellers Adidas und führte an seinem Wohnort Nieder-Olm bei Mainz lange Jahre ein Sportgeschäft. Von 1989 bis 1997 war er Vizepräsident des Deutschen Leichtathletik-Verbandes. Von 1997 bis 2012 führte er als Präsident den Deutschen Volleyball-Verband.
Er war Träger des Bundesverdienstkreuzes am Bande (2005), des Silbernen Lorbeerblattes (1967) und des Goldenen Bandes der Berliner Sportpresse (1966). 1984 initiierte Moltke den Club der Besten. Am Vorabend des DVV-Pokalfinals 2014 erhielt er als DVV-Ehrenpräsident den Volleyball-Award, der seit 2006 vergeben wird.
Im Januar 1987 wurde er vom Landgericht Mainz wegen der Verursachung eines Autounfalls, bei dem 1983 in Ungarn ein Mensch ums Leben gekommen war, zu einer Bewährungsstrafe von einem Jahr und zu einer Geldbuße in Höhe von 10.000 D-Mark verurteilt.
Von Moltke war geschieden und hat drei Kinder. Einer seiner Söhne ist Werner jun., Gründer der German Darts Corporation, später PDC Europe.
Von Moltke starb am 29. Juli 2019 im Alter von 83 Jahren im rheinhessischen Nieder-Olm, wo er seit über 40 Jahren gelebt hatte.